# رینگ خونین ۴: مبارزه تاریکی
رینگ خونین ۴: نبرد پنهان (انگلیسی: Bloodsport 4: The Dark Kumite) یک فیلم ویدئویی آمریکایی در سبک هنرهای رزمی که در سال ۱۹۹۹ منتشر شد. از بازیگران اصلی این فیلم می‌توان به دنیل برنهارت و درک مک‌گرث اشاره کرد.

## داستان
مأمور جان کلر (دنیل برنهارت) مخفیانه به زندانی بدنام معروف به (پنالتی فوئگو) می‌رود تا از اجساد زندانیانی که بدون هیچ ردی ناپدید می‌شوند مطلع شود. در آنجا او در یک تورنمنت خطرناک به نام کمیته شرکت می‌کند که توسط مردی به نام جاستین سزار (ایوان ایوانف) ترتیب داده می‌شود، جایی که زندانیان مجبور می‌شوند تا سر حد مرگ مبارزه کنند. مسابقات فقط یک قانون دارد: هیچ قانونی وجود ندارد.

## بازیگران
- دنیل برنهارت در نقش جان کلر
- استفانوس میلتسااکیس در نقش مکس شرک
- ایوان ایوانوف در نقش جاستین سزار
- لیزا استوتارد در نقش بلر
- مایکل کراویچ در نقش وینستون
- درک مک‌گرث در نقش واردن پرستون
- دیوید رو در نقش بیلینگز
- الویس رستاینو در نقش دکتر. روزنبلوم
- دنیس لاوال در نقش فایلز
- کریستین مارایس در نقش رجینا
- جف مولدووان در نقش کاپیتان اندرسون
- مایک کرتون در نقش نگهبان زندان
- میتکو کیسکیموف در نقش تونگو
- لیندا کولوا در نقش ریتا
- استفان والدوبرف در نقش گیلز

## تولید
سکانس‌های زندان در یک زندان واقعی در بلغارستان فیلمبرداری شد و زندانیان واقعی در صحنه‌ها نقش‌های کوتاهی داشتند. اگرچه فیلم در بلغارستان فیلمبرداری شده است، اما ماجراها در آمریکا جریان دارد. اگرچه دنیل برنهارت در همه فیلم‌های رینگ خونین به جز فیلم اول بازی می‌کند، شخصیت او الکس کاردو از دو فیلم قبلی نیست، اکنون در این فیلم جان کلر است.

## بازخوردها
این فیلم توسط منتقدان مورد توجه قرار نگرفت. رابرت پردی از تی‌وی گاید به این فیلم یک ستاره داد و گفت: "خبر خوب این است که برای درک این دنباله نیازی به تماشای سه فیلم اول رینگ خونین ندارید. خبر بد این است که این فیلم درجه Z خالص است.